# N. T. Wright
Nicholas Thomas Wright (Morpeth, Northumberland, Reino Unido, 1 de diciembre de 1948) es un destacado erudito británico del Nuevo Testamento y obispo anglicano jubilado. En el ámbito académico, es publicado como N. T. Wright, pero también es conocido como Tom Wright. Entre 2003 y su jubilación en 2010, fue obispo de Durham. Luego se convirtió en Profesor de Investigación del Nuevo Testamento y el cristianismo primitivo en el St Mary's College de la Universidad de Saint Andrews en Escocia.
Entre los estudiosos conservadores del Nuevo Testamento, Wright abogó por la necesidad de evidencia bíblica con respecto a puntos de vista sobre cuestiones teológicas como la justificación, la resurrección corporal de Cristo y la segunda venida. Se opuso tanto a la ordenación de cristianos abiertamente homosexuales como a la bendición de parejas del mismo sexo y matrimonios en la Iglesia Episcopal de los Estados Unidos. Ha criticado la idea de un rapto literal y las opiniones cristianas tradicionales sobre la vida después de la muerte. Fue coautor de un libro de opiniones contrastantes, The Meaning of Jesus [El Significado de Jesús], con su amigo y prominente opositor liberal Marcus Borg, en el que Wright argumentó que Jesús fue resucitado de entre los muertos y fue visto por muchos testigos. Wright está asociado con el movimiento Evangelio Abierto y la Nueva Perspectiva sobre Pablo, los cuales son vistos como polémicos en muchos círculos evangélicos conservadores.

## Primeros años
Wright nació en Morpeth, Northumberland. En una entrevista de 2003, dijo que nunca podría recordar un momento en que no era consciente de la presencia y el amor de Dios y recordó una ocasión cuando tenía cuatro o cinco años cuando «sentado solo en Morpeth y siendo completamente vencido, llegando a las lágrimas, por el hecho de que Dios me amaba tanto que murió por mí. Todo lo que me ha sucedido desde entonces se ha producido como ola tras ola de la misma [manera]». Fue educado en Sedbergh School, entonces en Yorkshire; Wright se especializó en clásicos. A finales de los años 1960, Wright cantó y tocó la guitarra en un club folk en el lado oeste de Vancouver. De 1968 a 1971, estudió literae humaniores (o «clásicos», es decir, literatura clásica, filosofía e historia) en Exeter College, Oxford, recibiendo su licenciatura con honores de primera clase en 1971. Durante ese tiempo fue presidente de la Oxford Inter-Collegiate Christian Union. En 1973 recibió un Bachelor of Arts en teología con honores de primera clase de Exeter.
De 1971 a 1975 estudió para el ministerio anglicano en Wycliffe Hall, Oxford, recibiendo su Master of Arts (Oxford) al final de este período. Posteriormente recibió el título de Doctor en Divinidad (DD) de la Universidad de Oxford.

## Obras selectas
- Wright, NT (1991), The Climax of the Covenant: Christ and the Law in Pauline Theology, Fortress Press..
- ——— (1997), What Saint Paul Really Said: Was Paul of Tarsus the Real Founder of Christianity?, Grand Rapids, MI: William B Eerdmans, ISBN 0-80284445-6..
- ——— (1997b) [1994, Society for Promoting Christian Knowledge (SPCK)], Following Jesus: Biblical Reflections on Discipleship, Wm B Eerdmans..
- ———; Borg, Marcus J (1999), The Meaning of Jesus: Two visions, New York: HarperCollins, ISBN 0-06-060875-7..
- ——— (2000), The Challenge of Jesus: Rediscovering Who Jesus Was and Is, Downers Grove, IL: InterVarsity Press..
- ———; Crossan, John Dominic (2006) [2005, Augsburg Fortress],  Stewart, Robert B, ed., The Resurrection of Jesus: John Dominic Crossan and NT Wright in Dialogue (libro de bolsillo edición), SPCK..
- ——— (2005), Paul: In Fresh Perspective, Fortress Press. ("Paul: Fresh Perspectives" co-edition SPCK, 2005).
- ——— (2005), The Last Word: Beyond the Bible Wars to a New Understanding of the Authority of Scripture, San Francisco: Harper..
- ——— (2006), Simply Christian: Why Christianity Makes Sense (hardcover), SPCK. co-edition HarperCollins, 2006.
- ——— (2006), Judas and the Gospel of Jesus: Have We Missed the Truth about Christianity?, SPCK.; Baker Books, 2006.
- ——— (2006), Evil and the Justice of God, SPCK.; Intervarsity Press, 2006.
- ——— (2007), «The Reasons for Christ's Crucifixion»,  en Jersak, Brad; Hardin, Michael, eds., Stricken by God? Nonviolent Identification and the Victory of Christ..
- ——— (2008), Surprised by Hope: Rethinking Heaven, the Resurrection, and the Mission of the Church, SPCK, HarperOne..
- ———; Evans, Craig A (2009) [SPCK, 2008],  Miller, Troy A, ed., Jesus, the Final Days: What Really Happened, Westminster John Knox..
- ——— (2009), Justification: God’s Plan and Paul’s Vision, SPCK..
- ——— (2010), Virtue Reborn, SPCK.. Also After You Believe: Why Christian Character Matters, HarperOne North America, 2010.
- ——— (2011) [The Last Word, 2005], Scripture and the Authority of God: How to Read the Bible Today (rev & exp edición), HarperOne, ISBN 978-0-06-201195-4..
- ——— (2011), Simply Jesus: A New Vision of Who He Was, What He Did, and Why He Matters, New York: HarperOne, ISBN 978-0-06-208439-2..
- ——— (2012), How God Became King: The Forgotten Story of the Gospels, New York: HarperOne, ISBN 978-0-06-173057-3..
- ——— (2013), The Case for the Psalms: Why They Are Essential, New York: HarperOne, ISBN 978-0-06-223050-8..
- ——— (2013), Pauline Perspectives: Essays on Paul, 1978-2013, Ausburg Fortress, ISBN 978-0-8006-9963-5..
- ——— (2014), Surprised by Scripture: Engaging Contemporary Issues, New York: HarperOne, ISBN 978-0-06-223053-9..
- ——— (2014), Paul and His Recent Interpreters, Ausburg Fortress, ISBN 978-0-8006-9964-2..
- ——— (2015), Simply Good News: Why the Gospel Is News and What Makes It Good, New York: HarperOne, ISBN 978-0-06-233434-3..

### Serie «Christian Origins and the Question of God»
Cuatro volúmenes publicados, dos más planeados:
- ——— (1992), The New Testament and the People of God: Christian Origins and the Question of God 1, Augsburg Fortress..
- ——— (1996), Jesus and the Victory of God: Christian Origins and the Question of God 2, Augsburg Fortress, ISBN 978-0-8006-2682-2..
- ——— (2003), The Resurrection of the Son of God: Christian Origins and the Question of God 3, Augsburg Fortress..
- ——— (2013), Paul and the Faithfulness of God: Christian Origins and the Question of God 4, Augsburg Fortress..
- ———, The Gospels and the Story of God.. Los cuatro evangelistas como teólogos por derecho propio.
- ———, The Early Christians and the Purpose of God.. Las implicaciones prácticas, hermenéuticas y teológicas de todo lo anterior.

### Serie «For Everyone»
La serie For Everyone, un comentario de todo el Nuevo Testamento, fue completada en 2011:
- ——— (2004), Matthew for Everyone, Part 1: Chapters 1–15 (2.ª edición), SPCK and Westminster John Knox Press, ISBN 978-0-281-05301-8..
- ——— (2004), Matthew for Everyone, Part 2: Chapters 16–28 (2.ª edición), SPCK and Westminster John Knox Press, ISBN 978-0-281-05487-9..
- ——— (2004), Mark for Everyone (2.ª edición), SPCK and Westminster John Knox Press, ISBN 978-0-281-05299-8..
- ——— (2004), Luke for Everyone (2.ª edición), SPCK and Westminster John Knox Press, ISBN 978-0-281-05300-1..
- ——— (2004), John for Everyone, Part 1: Chapters 1–10 (libro de bolsillo edición), SPCK and Westminster John Knox Press, ISBN 978-0-281-05302-5..
- ——— (2004), John for Everyone, Part 2: Chapters 11–21 (2.ª edición), SPCK and Westminster John Knox Press, ISBN 978-0-281-05520-3..
- ——— (2008), Acts for Everyone, Part 1: Chapters 1–12, SPCK, ISBN 978-0-281-05308-7..
- ——— (2008), Acts for Everyone, Part 2: Chapters 13–28, SPCK, ISBN 978-0-281-05546-3..
- ——— (2004), Paul for Everyone: Romans, Part 1: Chapters 1–8 (2.ª edición), SPCK, ISBN 978-0-281-05736-8..
- ——— (2004), Paul for Everyone: Romans, Part 2: Chapters 9–16 (2.ª edición), SPCK, ISBN 978-0-281-05737-5..
- ——— (2004), Paul for Everyone: 1 Corinthians (2.ª edición), SPCK, ISBN 978-0-281-05305-6..
- ——— (2004), Paul for Everyone: 2 Corinthians (2.ª edición), SPCK, ISBN 978-0-281-05306-3..
- ——— (2004), Paul for Everyone: Galatians and Thessalonians (2.ª edición), SPCK, ISBN 978-0-281-05304-9..
- ——— (2004), Paul for Everyone: the Prison Letters: Ephesians, Philipians, Colossians and Philemon (2.ª edición), SPCK and Westminster John Knox Press, ISBN 978-0-281-05303-2..
- ——— (2004), Paul for Everyone: the Pastoral Letters: Titus and 1 and 2 Timothy (2.ª edición), SPCK, ISBN 978-0-281-05310-0..
- ——— (2004), Hebrews for Everyone (2.ª edición), SPCK, ISBN 978-0-281-05307-0..
- ——— (2011), Early Christian Letters for Everyone: James, Peter, John and Judah, SPCK, ISBN 978-0-281-06465-6..
- ——— (2011), Revelation for Everyone, SPCK, ISBN 978-0-281-06463-2..

Libros de N. T. Wright disponibles en español

- Sorprendidos por la Esperanza
- Simplemente Cristiano
- Sencillamente Jesús
- Después de Creer
- La Resurrección del Hijo de Dios
- El Verdadero Pensamiento de Pablo
- Judas y el Evangelio de Jesús